# ポスト真実の政治
ポスト真実の政治（ポストしんじつのせいじ、英: post-truth politics、真実後の政治）、ポスト事実の政治（英: post-factual politics）とは、政策の詳細や客観的な事実より個人的信条や感情へのアピールが重視され、世論が形成される政治文化である。
2016年6月のイギリスのEU離脱是非を問う国民投票、2016年アメリカ大統領選挙で多く使われるようになり、日本では「ポスト真実」（post-truth）は、2016年のDeNAに代表される虚偽情報をばらまいたキュレーションサイトの問題との関連でも注目された。

## 語義
「Post-」という修飾語は、「後に」「次の」という意味を持つ。「Post-」の後にくる言葉は「過去のもの」という意味にもなる。よってpost-truthは「客観的に見れば真実だが事実ではない」ということを意味する。
政治社会学者の津田正太郎は、日本語の「事実」と「真実」とは異なっており、「事実」とは「一般には誰の目から見ても明らかな事柄や出来事を指す」ように思うが、真実は様々な解釈が可能であるため、真実は一つではなく、「ポスト真実」以前に真実が人びとにきちんと伝えられ共有されていたというわけではない、と述べている。「事実関係の明白な誤りを含む情報が大手を振ってまかり通るようになっている」といった意味では「ポスト事実」の方が訳語として適しているが、日本では「ポスト真実」で定着しつつある。

## 概要
オックスフォード英語辞典を出版するオックスフォード大学出版局は、2016年の「Word of the year」選考の際に、「ポスト真実」（post-truth）を「世論を形成する際に、客観的な事実よりも、むしろ感情や個人的信条へのアピールの方がより影響力があるような状況」を示す言葉だと定義した。ジャーナリストの森田浩之は「事実がもはや重要ではなく、『どうでもよくなった』状況」を意味しており、「真実は死んだ。事実なんて時代遅れ。重要なのは個々の感情であり、自分が世の中をどう思うかだ」というようなニュアンスの言葉だろうと書いている。ポスト真実の政治における論証は、政策の詳細は欠けており、断言を繰り返し、事実に基づく意見・反論は無視される。伝統的な議論とは異なっており、事実が歪められ、二次的な重要性を与えられている。長く政治の一部であった可能性があるが、インターネットの出現までほとんど注目されることはなかった。今日的な課題であると言われている。
オックスフォード英語辞典によれば、現在の意味での「ポスト真実」という言葉を初めて使ったのはセルビア系アメリカ人劇作家のスティーブ・テシック（Steve Tesich）で、1992年に週刊誌「The Nation」のイラン・コントラ事件と湾岸戦争についてのエッセーにおいてだった。テシックは「自由な人間である我々は、ポスト真実の世界に生きると自由に決めたのだ」（we, as a free people, have freely decided that we want to live in some post-truth world.）と書いた。現代用語としては、2010年に非営利団体のオンラインマガジン『Grist』のコラムで、ブロガーのDavid Robertsが使った。2016年6月のイギリスのEU離脱是非を問う国民投票で急激に使われるようになり、2016年アメリカ大統領選挙で大統領候補のドナルド・トランプを論じる際にもよく使われていた。2016年の使用頻度は、前年比2000%だった。
『WIRED日本版』編集長の若林恵は、偽ニュース（フェイクニュース）をばらまき利益を得る人、偽ニュースサイトに広告を出すクライアント、偽ニュースを消費する人は、ウィンウィンの関係で閉じており、外部は眼中にないと評している。名古屋大学の日比嘉高は、ポスト真実の時代は、政治家やメディア、学者・専門家など権威・既得権益への反感の時代という側面も合わせもっており、日本でも特にメディアや専門家への反発は強いという。政治社会学者の津田正太郎は、歴史的に言うと旧時代的なプロパガンダ（政治宣伝）への回帰だとも考えられる、と述べている。嘘の悪評を流すような旧時代的なプロパガンダは、それが嘘であると暴かれた場合に責任問題に発展するということもあり廃れていたが、ウェブメディアは責任主体がはっきりしないことが多いため、責任問題が生じにくく、旧時代的なプロパガンダが行いやすくなったのである。ニュースの提供元が紙媒体からデジタル媒体へと変化したことも偽ニュース現象に寄与しており、大衆のメディアへの信頼は2016年時点で薄れてきている。
24時間休まず続くニュース報道（24-hour news cycle）、新興の報道での「偽りのはかり」（False balance）と呼ばれるような情報の偏り、メディア・バイアスによって後押しされ、「いいね」などの感情を付随して情報を共有・拡散するソーシャルメディアが一般化したことで加速している。日比嘉高は、嘘が拡散していく原因の一つとして、ネットの情報を読まずにシェアする人が少なくないことを挙げている。佐賀新聞の森本貴彦は、「SNSの中では、事実の確認よりも状況をいち早く察知して場の空気を読み、同調することに重きを置く風潮が多く見られ、偽情報を拡散させやすい下地をつくる一因ともなっている」と述べている。
様々な虚偽の数字・公約のあったイギリスのEU離脱是非を問う国民投票、2016年アメリカ合衆国大統領選挙の流れを受け、2016年にイギリスのオックスフォード英語辞典の「Word of the year」に「ポスト真実」（post-truth）が選ばれた。
2017年初頭には、ポスト真実とは真実ではなく「嘘」（lies）であり、オルタナ右翼（alt-right）は「人種差別主義者」（racists）であると認識しようという流れも広まってきている。
ハーバード大学のジェニファー・ホックスチャイルド教授は、ポスト真実の政治は新しいものではなく、我々は未知の領域にいるわけではないと述べている。18世紀から19世紀のメディアは政治について非常に党派的で、かなり悪質なレトリックもあった。非党派で公正、バランスの取れたメディアという考えは、実際には20世紀半ばに現れたものであるという。1600年代初期に活版印刷の出版業が発達しその読者層が増加した時には、今日のポスト真実の政治と似たようなことがあった。安価なパンフレットを大量に出版し、自分たちの主張をアピールしたり政治的・社会的な敵対者を中傷するパンフレット戦争が始まり、イングランド内戦とアメリカ独立戦争を促進した。

## 用途

### アメリカ合衆国
2016年アメリカ合衆国大統領選挙において、ドナルド・トランプ支持者向けの偽ニュースサイトが乱立した。「クリントン氏がイスラム国（IS）に武器売却」「オバマ氏がクリントン氏不支持」などの反クリントンのデマが流れ、ヒラリー・クリントンとヒラリー陣営の元選対本部長ジョン・ポデスタが児童買春組織と関わっているというデマを信じた人が発砲事件を引き起こした（ピザゲート）。これらの偽ニュースは選挙結果を左右した可能性があるともいわれる。偽ニュースはマケドニアなどの東ヨーロッパの若者たちの小遣い稼ぎだった可能性があり、偽ニュースの広告収入で6カ月で少なくとも6万ドル（約688万円）の収入を得たと主張する少年もいる。マケドニアは経済が弱く、10代では働くことができないので、彼らにとって偽ニュースサイトは重要な収入源なのである。偽ニュースを拡散させたマケドニアの少年は、「相手が何を欲しがっているかを察知して、ただそれを与えればいいんだ」と語った。また彼は、偽ニュースが選挙結果に影響を及ぼした可能性は気にしていないし、自分のやったことは違法とは思わないと述べている。BuzzFeedニュースによると、マケドニアのヴェレスではアメリカ政治の情報サイトが少なくとも100は運営されており、 その大半は「アメリカ国内の偽情報サイトや右翼系サイトと一体となっている、もしくはそれらのサイトの完全な盗用」であるという。BuzzFeedニュースの調査によると、大統領選の最後の3カ月間での選挙記事は、Facebook上では偽ニュースの方が主要メディアのニュースよりも、高いエンゲージメントを獲得していた。偽ニュースサイトを運営するアメリカ人男性は、ワシントンポストのインタビューに、右翼の共和党員は記事が真実かどうか確かめなかった、「正直言って、人間は間違いなくよりアホになってるね。もはや誰もファクトチェックをしない」と答えている。彼の偽ニュースは、トランプの次男エリック・トランプや選挙対策責任者ケリーアン・コンウェイがリツイートしていた。
トランプがアメリカ次期大統領に選ばれた後、Facebook、twitter、Googleなどは、虚偽のニュースやファシスト的プロパガンダが、ソーシャルメディアを利用して拡散されることを止められなかったとして批判を浴びた。マーク・ザッカーバーグは11月10日に「Facebook上の捏造記事、これはコンテンツのごくわずかでしかないのですが、これが選挙に影響を及ぼしたという考えは、とてもクレイジーだと思います」と述べたが、偽ニュース対策を進めることに決めた。しかし、真実と嘘の判断、風刺サイトやジョークとの区別など難しい点があり、ザッカーバーグも「問題は技術的にも哲学的にも複雑だ」「われわれ自身が真実かを裁定する者となることには、非常に慎重でなければならない」と語っている。
トランプ大統領就任後、上級顧問になったケリーアン・コンウェイは1月にNBCテレビの番組で、ショーン・スパイサー報道官がトランプ大統領の就任式に集まった人数を事実より多く話したことについて、「あなたはそれをうそだと言うが、われわれの報道官であるショーン・スパイサー氏は代替的事実（alternative facts）を述べたにすぎない」と釈明し、司会者は「代替的事実は事実ではない。誤っている事実だ」と応じた。「代替的事実」はバズワードになりソーシャルメディアで流行した。

### イギリス

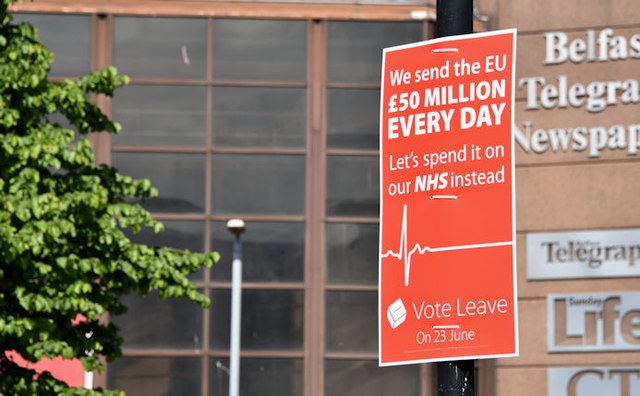
EU加盟国として支払っている拠出金について誤解を招く内容が書かれたヴォウト・リーヴのポスター。ポスト真実の政治の一例。

イギリスのEU離脱是非を問う国民投票では、離脱派は様々な嘘をついた。離脱派のリーダーの一人イギリス独立党党首ナイジェル・ファラージは投票前、EU加盟の拠出金が週3億5千万ポンド（約480億円）に達すると主張していたが、これは誤りだった。残留派は、EUからイギリスに分配される補助金などを差し引くと拠出金は週1億数千万ポンドだ主張していたが、ファラージは選挙後に残留派の金額が正しいと事実上認めた。投票前の世論調査ではEU残留派が優勢と思われていたが、趨勢が逆転。デーヴィッド・キャメロン首相は緊急記者会見を開いて離脱派の嘘を指摘し説得を行ったが、離脱派がわずかな差で勝利した。結果が出たあとになって、離脱派の中心人物たちが公約の前提に誤りがあったと認めたり、公約の一部を「下方修正」した。離脱派の嘘に批判が噴出し、「嘘を信じて投票してしまった」と後悔の声があがり、再投票を求め400万人以上の署名が集まった。

### インド
ザ・タイムズ・オブ・インディアのコラムニストAmulya Gopalakrishnanは、トランプとBrexitの類似点を指摘した。その一方、インドの重要課題は、2004年にグジャラート警察の警察官7名がイシュラット・ジャハーンという女性と同伴していた3人の男性を超法規的殺人を偽装して殺害した「イシュラット・ジャハーン事件」や、700人以上の死者が出た2002年のグジャラート暴動における人権侵害でナレンドラ・モディ首相を非難する活動家ティーズタ・セタルバードに対する継続中の圧力の問題などであり、訴訟における偽造された証拠や歴史修正主義は、「イデオロギーの行き詰まり」の結果生じていると評した。

### 台湾
2020年中華民国総統選挙で蔡英文（民進党）が使った戦略は国民党よりの趙少康や唐湘龍により指摘されている。競争相手である韓国瑜（国民党）は一切一国二制度を認めていない旨を何度も語っているにもかかわらず、蔡英文が「九二共識は一国二制度と同一する」「国民党は九二共識を認めているので韓国瑜は一国二制度の支持者だ」などと主張し、丁度同時期に2019年-2020年香港民主化デモの影響もあり、大量な票数を取得し、2020年中華民国総統選挙で8,170,231の投票数、57.13%の投票率で勝ち取った。

### 日本
日本では「ポスト真実」（post-truth）は、2016年のキュレーションサイトの問題との関連で注目された。DeNAやサイバーエージェントなどの大手企業が運営するキュレーションサイトでも、信頼できない内容の記事、他サイトを不適切に引用・盗用した記事が配信されていることが非難され、外部ライターに依頼し低品質な記事が安価に乱造されていたことが明らかになった。これらの記事は強力なSEOで上位を独占したため、Google検索をハックしたとも評され、Googleに失望する声もあった。しかし、キュレーションサイトの読者には、問題を気にせず記事が読めなくなったことを残念がる人も少なくなく、そもそも問題があったことすら知らない人も多い。航空経済紙「Aviation Wire」編集長の吉川忠行は、「広告を出す側も著作権侵害など法を犯すメディアには出稿しないなど、彼ら（問題のあるキュレーションサイトの運営者）がもうからない仕組みにしなければ解決しない。暴力団対策と同じで『資金源』を絶たなければ駄目だ」と指摘している。
アメリカ大統領選の偽ニュースサイトを真似て、「大韓民国民間報道」という偽ニュースサイトが作られ、2017年1月に「韓国、ソウル市日本人女児強姦事件に判決 一転無罪へ」という偽ニュースが公開された。この偽記事は、SNSで爆発的に拡散され、FacebookとTwitterで計1万8千件以上シェアされていた。偽ニュースを継続的に取材しているBuzzFeed Japanによると、管理人は無職の25歳の青年で、記事はすべて偽ニュースであり金のためにやったという。韓国に対して好きも嫌いもなく、自分のやったことが他人の人生や生活に影響するとは思わない、偽ニュースはアメリカでは儲かるが日本の規模では儲からないと述べた。このサイトは1月27日に閉鎖した。

### 環境政策
科学者の間でコンセンサスが取れている気候変動に関する科学的見解は、人間の活動によって地球の気温は上昇し続けているというものである。しかし、いくつかの政党は、自身の政策に基づいて、地球温暖化に対する懐疑論を唱えている。これらの政党は、気候変動を避けるための環境政策を批判するために、ポスト真実のテクニックを使っていると批判された。オーストラリアでは、トニー・アボット首相が炭素価格付け制度（炭素税）を撤回、ジ・エイジ紙は、「ポスト真実の政治の最底辺」とアボット首相を批判した。

## 解決法
テクノロジー企業も政府も、「ポスト真実の政治」という課題に取り組み始めている。雑誌『グローバル・ポリシー』に寄稿した論文で、ネイエフ・アル＝ローダン教授は、次の4つの具体的な対応を提案している。
1. 事実確認のための技術的なツールを改善する。例えば、ドイツは既にフェイスブックにフェイクニュースのフィルタリングツールの導入を要請している。
2. 科学者と科学者コミュニティの関与と可視性を高める。例えば、イギリスでは、科学者が証言するために呼ばれる一連の議会委員会があり、政策決定に情報を提供するために研究が発表されている[43]。 同様にカナダでは、最高科学顧問の役割が再確立され、少しでも科学的能力を持つ各部門は、科学の整合性のためのポリシーを開発することが要求された[44]。
3. 政府の動きをより強力にする。例えば、チェコ共和国などでは、フェイクニュースに取り組むための新しいユニットが設置された[45]。ここでの最も重要な課題は、こうした国家主導の取り組みが検閲のための道具として使われないことを保証することである。
4. フェイクニュースの安全性確保。例えば、ポスト真実の政治を安全保障の問題として扱い、この現象に対抗するための世界的な取り組みを考案することが重要である。2017年3月、国連意見と表現の自由に関する特別報告者、OSCE、米州機構は「表現の自由とフェイクニュース、誤報、プロパガンダ」に関する共同宣言を発表し、フェイクニュースの影響に警告を発すると同時に、国家による検閲の試みを非難している[46][47]。